# Maxime Depuydt
Maxime Depuydt est un joueur belge de basket-ball, né le 30 décembre 1992. Il évolue au poste d'ailier.

## Carrière de joueur

### Carrière en club

#### RSW Liège Basket
En juin 2021, Depuydt signe au RSW Liège Basket pour la saison inaugurale de BNXT League. En avril 2022, il prolonge son contrat de 3 saisons.
En janvier 2023, à la suite de la restructuration du club, Depuydt est forcé de quitter le RSW Liège Basket.

### Carrière internationale
En été 2022, Maxime Depuydt est sélectionné en équipe de Belgique 3x3 pour la coupe du monde 3x3 à Anvers. Il finit quatrième en perdant la petite finale face à la France.

## Carrière d'entraineur
Depuydt entame une carrière d'entraîneur en 2018 au BC Brainois. Sa première saison se finit par une finale historique face au Royal Canter Schaerbeek en Coupe de Brabant finalement remportée par le Canter. Le BC Brainois arrive également en finale de Playoffs en Provinciale 2 mais s'incline face à l'Union de Koekelberg. Au terme de la saison 2018-2019, Depuydt réussit la montée en Provinciale 1 avec le BC Brainois.
Il coache actuellement l’équipe de braine 2001, une équipe ambitieuse visant tous les titres existants dans leur catégorie.